# Ary Vasconcelos
Pour les articles homonymes, voir Vasconcelos.
Ary Vasconcelos, né le 4 février 1926 à Rio de Janeiro et mort le 8 octobre 2003 dans la même ville, est un journaliste, critique musical, historien et musicologue brésilien.

## Biographie
Ary Vasconcelos naît le 4 février 1926 à Rio de Janeiro, dans une famille de classe moyenne. Il commence à travailler dans le journalisme à l'âge de 17 ans, en écrivant la chronique Um pouco de jazz dans le journal O Globo, en partenariat avec Sílvio Cardoso. De 1943 à 1944, il écrit des critiques pour le magazine A Cena Muda, de 1947 à 1952, il est secrétaire et critique pour le magazine A Cigarra, et continue d'écrire des critiques pour plusieurs médias : O Jornal (1957-1963), Jornal do Commercio (1961). -1967), O Dia (1965-1967), O Globo (1967-1970), Querida (1969-1971), Grande Hotel (1975) et Última Hora (1976-1977),. Il écrit parfois des critiques de théâtre et de cinéma.
Il est scénariste pour des programmes radiophoniques sur les stations Tupi et Tamoio , présente le programme Música Brasileira de Semper sur Rádio MEC ; est directeur adjoint et rédacteur en chef d' O Cruzeiro entre 1952 et 1955, rédacteur en chef de l'União Brasileira de Editores de 1968 à 1969 et directeur culturel de l' Associação Brasileira de Imprensa , qu'il  préside dans les années 1990 . Il préside le Clube dos Cronistas de Discos (1957-1958) et l'Associação Brasileira de Críticos de Discos (1959-1961 et 1963-1965), est l'un des fondateurs du Clube de Jazz e Bossa en 1965, dirige la Musicothèque du Museu da Imagem e do Som (1965-1966), et est l'un des fondateurs et membre du Conselho Superior da Música Popular Brasileira et du Conselho Estadual da Cultura do Rio de Janeiro. Il participe activement aux trois éditions de la réunion des chercheurs en musique populaire brésilienne (1974, 1976 et 1982) ; en 1976, il est le premier trésorier de l'Association des chercheurs en musique populaire brésilienne et, entre 1976 et 1979, il est conseiller de l'Institut de musique de Funarte, responsable du lancement de presque tous les livres publiés par MEC sur la musique populaire au cours de cette période.
Il participe au jury de plusieurs festivals de musique importants, tels que le Grande Concerto de Jazz (1955 et 1956), le I Festival da Penha (1957), le Festival Internacional da Canção (1966, 1967 et 1968), le I Festival Nacional de Música Popular Brasileira (1967), le II Festival Estudantil de Música Popular Brasileira (1968) et le I Bienal do Samba (1968).
Ary Vasconcelos meurt le 8 octobre 2003 dans sa ville natale.

## Œuvre
Sa production de critiques dans la presse est fragmentaire et il est plus important en tant qu'historien. Il est un héritier de la tradition interprétative nationaliste initiée par Mário de Andrade, Camargo Guarnieri et Guerra Peixe, entre autres, contribuant, comme le disait Luã Leal, à « penser le moderne et sauver le traditionnel », et à séparer la musique folklorique de la musique populaire en tant qu'objet d'étude. Il est également l’un des précurseurs de l’analyse sociologique de l’histoire du Brésil du point de vue de la musique populaire.
Dans ses ouvrages, il retrace l'histoire de la musique, fait des enquêtes approfondies sur la production des compositeurs et propose de brefs essais biographiques. Selon Marino & Moraes, comme tous les historiens de la musique de sa génération, son engagement sur le sujet n'est pas caractérisé par l'objectivité invariable et le détachement critique typiques des universitaires contemporains ; il vient du monde du journalisme et de la musique pratique, et son engagement est personnel et souvent passionné et partisan. Et comme d'autres historiens, outre les sources écrites, il utilise comme matériel de travail une grande partie de ses expériences personnelles et des souvenirs informels d'autres personnes qu'il a connues directement ou qu'il a récupérés auprès d'autres personnes. Malgré ces aspects, qui peuvent souvent conduire à des problèmes de validation et à une certaine incohérence narrative et méthodologique, son héritage est d'une grande importance, car il est "l'un des premiers à construire des fondations plus solides pour la formation de l'historiographie de la musique populaire brésilienne. [...] Il avance à tâtons sur des chemins inhabituels pour sa position sociale.
Pour Napolitano & Wasserman, il "a essayé de préserver une certaine tradition de manière plus systématisée, en corroborant l'idée d'un passé originel et grandiose, qu'il situait dans les années 1930 et qu'il appelait l'âge d'or". Il n'avait pas de projet très clair ou organique, mais avec ses collègues générationnels, il a marqué "une phase importante dans l'historiographie de la musique populaire brésilienne", s'immisçant "dans les médias de masse pour faire circuler plus largement ses idées". Grâce au travail de ce groupe, qui a fait appel à ses racines traditionnelles, la samba a été consacrée en tant que manifestation nationale et authentique, à une époque où la grande popularité de la bossa nova modifiait toute la structure de la musique populaire urbaine et interférait avec la caractérisation même de la samba.
Son livre Panorama da Música Popular Brasileira, publié en 1964, fut très bien accueilli dès sa sortie, faisant l'objet de plusieurs critiques. Sérgio Cabral, par exemple, l'a qualifié de « livre qui ferait envie », et Hélio Pólvora a déclaré que c'était un « véritable travail d'Hercule ». Selon Leal, l'ouvrage est devenu un classique de l'historiographie de la musique brésilienne et fait partie d'un petit groupe de textes qui « ont été fondamentaux pour rétablir les bases interprétatives des processus historiques qui englobent la musique populaire, folklorique et classique ».
Dans Raízes da Música Popular Brasileira (1500-1889), publié en 1977, il élargit le champ d'application de son premier livre et s'attache principalement à identifier les sources documentaires des origines lointaines de la MPB et à développer des théories sur cette origine, basées sur la formation de la culture et de la société propres au peuple brésilien . Il a été l'un des premiers à faire connaître l'importante activité musicale des missionnaires jésuites, malgré le peu de sources et d'études disponibles à son époque.
Panorama da Música Brasileira na Bellé Époque (1977) et A Nova Música da República Velha (1985) poursuivent cette ligne d'association entre société et musique, en incorporant également une analyse des répercussions des événements politiques et militaires au Brésil et dans le monde, et en identifiant la période de l'Empire à la République comme fondamentale dans ce processus de formation, révélant, selon Marino & Moraes, « l'évolution de l'auteur vers une production historiographique totale, capable de se situer dans de vastes débats sur l'histoire et la société nationales ».
Carinhoso etc. - História e inventário do choro (1984) constitue la première tentative de périodisation de l'histoire du choro, en établissant six phases ou « générations », un schéma qui a ensuite été adopté par d'autres historiens, bien que, selon Márcia Taborda, leurs critères ne soient pas très cohérents.
Publications, :
- Panorama da Música Popular Brasileira (2 volumes), 1964, 2e édition révisée et augmentée en 1991
- Raízes da Música Popular Brasileira (1500-1889), 1977
- Panorama da Música Brasileira na Bellé Époque, 1977
- Luís Pistarini, um Bandolim Esquecido, 1983
- Carinhoso etc. - História e inventário do choro, 1984
- A Nova Música da República Velha, 1985
- Brasil Musical - Viagem pelos Sons e Ritmos Populares, 1988 (avec entre autres Tárik de Souza, Roberto M. Moura et João Máximo)